# 145174 Irenejoliotcurie
145174 Irenejoliotcurie este o planetă minoră (asteroid) din centura de asteroizi. A fost descoperită pe 4 mai 2005 la Catalina Station⁠(d) de Catalina Sky Survey și a fost numită după Irène Joliot-Curie. 
Obiectul prezintă o orbită caracterizată de o semiaxă mare de 2,5362162364548 UAi, o excentricitate de 0,067629346614997, o înclinație de 15,293898612452 ° în raport cu ecliptica.